# Pravo na rad osoba sa retkim bolestima
Pravo na rad osoba sa retkim bolestima koje je zasnovano na socijalnoj sigurnost, kao osnovnoj ljudskom pravu, podrazumeva predviđanje dodatnih mehanizama za ostvarivanje prava na (dostojanstven) i rad osoba obolelih od retkih bolesti, kao ranjive društvene grupe.

## Osnovna načela
Osobe sa retkim bolestima kao i osobe sa posebnim potrebama (invalide) ne treba sagledavati samo sa medicinskog stanovišta, i ne treba ih izjednačavati samo sa bolešću, već u njihovom okruženju treba težiti ka stvaranju takvi uslova u kojima će svi ljudi biti ravnopravni i imati jednake mogućnosti za uživanje zagarantovanih prava, uključujući i pravo na rad.

### Pristup radnim pravima
Pristup radnim pravima osobama sa retkim bolestima ima za cilj da im da:
- podršku na tržište rada,
- podršku u radnoj sredinu bez diskriminacije,
- mogučnost obezbeđenja socijalne sigurnosti.

Narvno realizacija ovih prave može se uspešno realizovati samo u onim slučajevima gde je to objektivno moguće. 

### Rad osoba sa invaliditetom - uporedno pravo
Radnopravni status obolelih od retkih bolesti u načelu se u mnogim zakonodavstvima sveta  usklađuje sa stanovišta posebne zaštite u oblasti zapošljavanja i rada osoba sa invaliditetom, koja je kao takva predviđena, kako u međunarodnom i uporednom, tako i u srpskom pravu i praksi:
- Zakono o profesionalnoj rehabilitaciji i zapošljavanju osoba sa invaliditetom (2009).[4]
- Zakonom o sprečavanju diskriminacije osoba sa invaliditetom (2006).[5]

Kako kod retkih bolesti postoji, izrazita različitost njihovih simptoma i manifestacija, principe u regulisanju radnopravnog statusa lica obolelih od retkih bolesti, uz primenu odredbi zakona koje regulišu zapošljavanje i rad osoba sa invaliditetom, ipak treba razlikovati u odnosu na više individualističkih kategorija 
Pored toga, zbog složenosti stanja koja se kvalifikuju kao retka, neophodna je saradnja između sistema zdravstvene i sistema socijalne zaštite, kao i njihova uzajamna saradnja u pogledu kreiranja i vođenja politike zapošljavanja i rada.

### Načelo jednakosti
Status lica obolelih od retkih bolesti, u smislu prava na rad i zapošljavanje, zasniva se na principu jednakosti, kao primarnom načelu u oblasti savremenog radnog prava, koji reguliše:
- Zabrane genetske diskriminacije u oblasti rada i zapošljavanja.
- Zabrane diskriminacije po osnovu invaliditeta uz već postojeće mere za integrisanje osoba sa invaliditetom u radnu sredinu (sistem kvota, princip razumnog prilagođavanja uslova i mesta rada potrebama osoba sa invaliditetom, subvencije za poslodavce koji zaposle određen broj osoba sa invaliditetom).
- Fleksibilne oblike radnog angažovanja (rad od kuće, rad sa skraćenim radnim vremenom, rad sa nepunim radnim vremenom).
- Pravo na plaćena odsustava za potrebe dijagnostike i terapije kod određenih retkih bolesti, kako za obolela lica tako i za zaposlena lica koja se staraju o obolelim licima.
- Pravilnu procenu radne sposobnosti obolelih lica, zbog složenosti i „retkosti” stanja, u saradnji sa centrima za retke bolesti.

## Literatura
- Retke bolesti retko na dnevnom redu — Radio Free Europe